# Teboil
Teboil Ab — нефтяная компания в Финляндии, занимающаяся маркетингом, продажей и дистрибуцией нефтепродуктов, а также эксплуатацией автозаправочных станций и станций технического обслуживания. Является дочерним предприятием компании «Лукойл».
В 2005 году «Нафта-Москва» продала Teboil Лукойлу. Teboil приобрела сеть беспилотных станций JET в Финляндии у американской компании ConocoPhillips в 2006 году, и они были интегрированы в сеть Teboil как беспилотные станции Teboil Express в 2007 году. Завод смазочных материалов и лабораторные функции Teboil были перенесены в сеть дочерней компании LLK Finland. Три дочерних компании, Suomen Petrooli, Suomen Tähtihovit и Suomen Tähtiautomaatit, были присоединены к материнской компании в 2008 году.
Teboil — вторая по величине нефтяная компания Финляндии. Оборот компании в 2012 году составил 2 369 миллионов евро, а её рыночная доля в продажах нефтепродуктов в Финляндии составила 26,8 %.
Выручка и прибыль Teboil резко упали после вторжения России в Украину в 2022 году из-за бойкотов со стороны потребителей. В 2023 году выручка снизилась на 28,8%. 